# Musca autumnalis
Musca autumnalis és una espècie de dípter braquícer de la família dels múscids, estretament relacionada amb la mosca domèstica, que constitueix una plaga del bestiar i dels cavalls, als quals turmenten posant-se sobre els ulls, la boca, els narius i les ferides per xuclar les secrecions, a més de ser vector de infeccions.

## Descripció
Musca autumnalis és similar i té una estreta relació amb la mosca domèstica. És lleugerament més gran, amb una mitjana de 7 - 8 mm de longitud. És de color gris amb quatre franges fosques al tòrax, l'abdomen amb un patró de color gris-negre. Igual que moltes mosques, en els mascles, els ulls gairebé es toquen vists des de sobre.

## Distribució

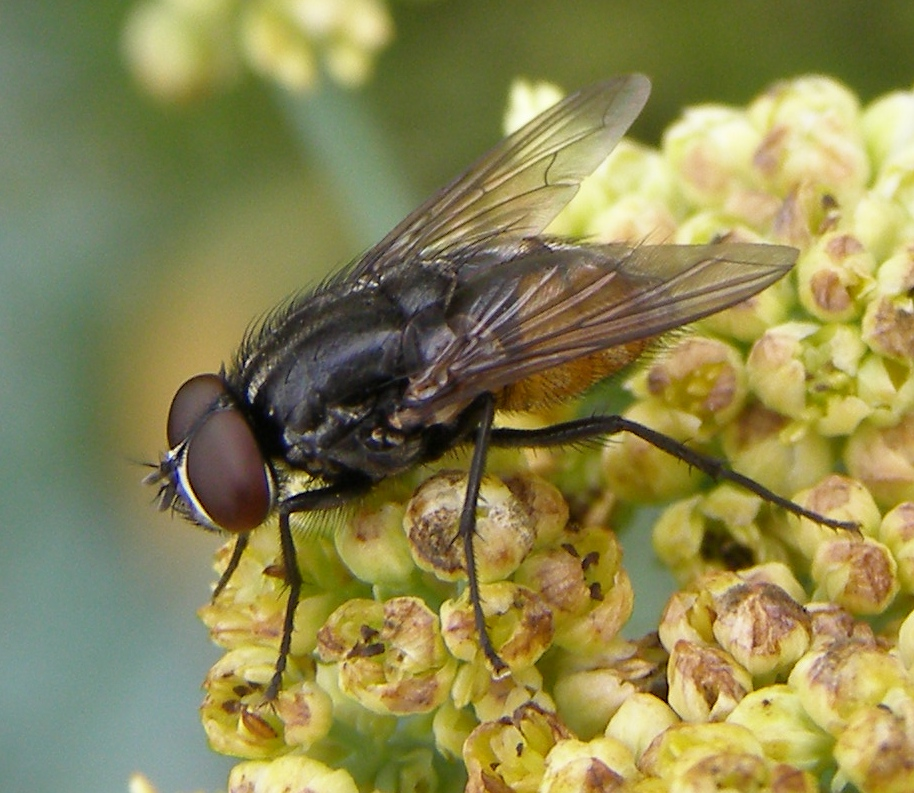
Musca autumnalis mascle

Musca autumnalis s'ha estès per la major part de l'Europa, Àsia central, també al nord de l'Índia, el Pakistan, Xina, i algunes parts del nord d'Àfrica.
Es va introduir a Amèrica del Nord al voltant de la dècada de 1940, i actualment s'ha estès pel sud del Canadà fins a les parts més temperades dels Estats Units. També es va introduir a Santa Helena al sud de l'oceà Atlàntic.

## Cicle de vida
Les mosques adultes sorgeixen de la hibernació cap a principis de març o d'abril. Durant el dia, s'alimenten dels sucs de fem i sucres de les plantes. En el bestiar i els cavalls, s'alimenten de les secrecions al voltant dels ulls, la boca i narius. Les mosques adultes també s'alimenten de la sang de les ferides dels animals, com ara picades de tàvec. Al sistema principal, una proporció més alta de mosques solen ser femelles, ja que tenen una major necessitat de la proteïna proporcionada per animals hostes. A la nit, tots dos sexes descansen sobre la vegetació.
Les femelles dipositen els ous en fem fresc de vaca, i aquests es desclouen en qüestió d'hores després de la posta. Les larves, de color blanc groguenc, s'alimenten de la flora i fauna microbianes del fem i passen a través de tres etapes larvals (estadis), creixent fins aproximadament 12 mm de llarg, llavors es desenvolupen en pupes blanques. Emergeixen com adults de 10 a 20 dies després que s'hagin post els ous, depenent de la temperatura.

## Com a vector de malaltia
Musca autumnalis és considerada una espècie plaga, ja que transmet Thelazia rhodesi (un nematode que infesta els ulls del bestiar i dels cavalls), i la keratoconjunctivitis contagiosa bovina, al bestiar.